# Uroplectes
Uroplectes là một chi bọ cạp trong họ Buthidae. Chúng còn được biết đến với tên gọi bọ cạp đuôi gầy nhỏ Chúng phân bố phổ biến Nam Phi Những con bọ cạp này dài từ 3 đến 6 centimet

## Các loài
Chi này gồm các loài:
- Uroplectes andreae Pocock, 1889
- Uroplectes ansiedippenaarae Prendini, 2015[2]
- Uroplectes carinatus (Pocock, 1890)
- Uroplectes chubbi Hirst, 1911
- Uroplectes fischeri (Karsch, 1879)
- Uroplectes flavoviridis Peters, 1861
- Uroplectes formosus Pocock, 1890
- Uroplectes gracilior Hewitt, 1914
- Uroplectes insignis Pocock, 1890
- Uroplectes katangensis Prendini, 2015[4]
- Uroplectes lineatus (C. L. Koch, 1844)
- Uroplectes longimanus Werner, 1936
- Uroplectes malawicus Prendini, 2015[4]
- Uroplectes marlothi Purcell, 1901
- Uroplectes ngangelarum Monard, 1930
- Uroplectes occidentalis Simon, 1876
- Uroplectes olivaceus Pocock, 1896
- Uroplectes otjimbinguensis (Karsch, 1879)
- Uroplectes pardalis Werner, 1913
- Uroplectes pardii Kovarik, 2003
- Uroplectes pictus Werner, 1913
- Uroplectes pilosus (Thorell, 1876)
- Uroplectes planimanus (Karsch, 1879)
- Uroplectes schlechteri Purcell, 1901
- Uroplectes schubotzi Kraepelin, 1929
- Uroplectes silvestrii Borelli, 1913
- Uroplectes teretipes Lawrence, 1966
- Uroplectes triangulifer (Thorell, 1876)
- Uroplectes tumidimanus Lamoral, 1979
- Uroplectes variegatus (C. L. Koch, 1844)
- Uroplectes vittatus (Thorell, 1876)
- Uroplectes xanthogrammus Pocock, 1897
- Uroplectes zambezicus Prendini, 2015[4]